# Ключевлаг
Ключевський ВТТ (Ключевлаг) (рос. КЛЮЧЕВСКИЙ ИТЛ, ИТЛ и Строительство Ключевского комбината, Ключевлаг) — підрозділ, що діяв в системі виправно-трудових установ СРСР.

## Історія
Ключевлаг був створений в 1947 році, але закритий в 1948 році після реорганізації в табірне відділення Східного управління будівництва й таборів БАМ, знову організований як виправно-трудовий табір в 1950 році. Управління Ключевлаг розташовувалося в селищі Могоча, Читинська область. Оперативне командування здійснювало спочатку Спеціальне головне управління Головспеццветмета, надалі Головне управління таборів залізничного будівництва і згодом Головне управління виправно-трудових таборів ([о[ГУЛАГ]]) Міністерства юстиції СРСР.
Максимальна одноразова кількість ув'язнених могла становити більше 3 000 чоловік.
Ключевлаг був закритий в 1953 році.

## Виконувані роботи
- будівництво Ключевського комбінату треста «Верхамурзолото», електростанції на ст. Могоча,
- будівництво автодороги Могоча-Ключі, житлового селища, підприємства з виробництва шлакоблоків.